# Göran Fredrik Göransson
Pour les articles homonymes, voir Göransson.
Göran Fredrik Göransson, né le 20 janvier 1819 et mort le 12 mai 1900, est un marchand, maître de forges et industriel suédois. Il est le fondateur de la société Sandvikens Jernverks AB (maintenant appelée Sandvik AB) et il est le premier à mettre en œuvre avec succès le procédé Bessemer à l'échelle industrielle.

## Jeunesse
Göran Fredrik Göransson est né le 20 janvier 1819 à Gävle en Suède. Sa mère est Maria Catharina Elfstrand et son père est Anders Petter Göransson. Il est le fils aîné d'une famille de trois filles et de quatre garçons. Il est allé à l'école à Gävle et il passe également 18 mois en Allemagne, en France, en Angleterre et aux États-Unis dans le but d'acquérir de l'expérience dans la conduite des affaires internationales,.

## Carrière
En 1841 il devient un partenaire dans l'entreprise Daniel Elfstrand & Co., son entreprise familiale, et son directeur en 1856. En 1856, la société a également acquis la fonderie à Högbo avec le haut fourneau Edske. Il voyage en Angleterre en 1857 et fait l'acquisition d'une machine à vapeur pour le four Edske mais après un changement de plans d'affaires, il achète un cinquième  brevet de Henry Bessemer pour la production d'acier de fonte. À son retour, l'Académie Royale suédoise des Sciences lui verse une somme de 50 000 couronnes suédoises pour le financement de la production d'acier en utilisant le procédé Bessemer. La méthode Bessemer implique la projection d'un fort courant d'air dans le fer fondu afin de brûler le carbone et d'autres impuretés. Cependant, il s'est avéré difficile de maintenir la température suffisamment élevée tout au long du processus. Après des difficultés initiales, Göransson réussit à produire de l'acier à l'échelle industrielle grâce au nouveau procédé le 18 juillet 1858,,,.
Il fonde la firme Högbo Stål & Jernwerks AB le 31 janvier 1862 à Sandviken en Suède,. Cependant, Göransson et la société sont mis sous séquestre en 1866 en raison du manque de fonds propres. En 1868, la société est acquise et reconstituée dans Sandvikens Jernverks AB avec son fils aîné, Anders Henrik Göransson en tant que directeur général et Per Murén en tant que président. L'entreprise a été en mesure de s'étendre rapidement dans les grands marchés industriels étrangers tels que ceux d'Allemagne, de Grande-Bretagne et des États-Unis, principalement en raison de vastes relations que Göransson avait développées à l'étranger durant la période où il était directeur général de Elfstrand & Co. Göransson succède Murén en tant que président de la société en 1883.

## Vie personnelle et héritage
Göransson épouse Catharina Elisabeth Sehlberg le 31 mai 1842. Ils ont quatre fils et deux filles. Son fils aîné, Anders Henrik, deviendra directeur général de Sandvikens Jernverks AB, et plus tard, succède à son père comme président après sa mort,.
Il est responsable de la fondation de la ville de Sandviken qui a grandi autour de l'aciérie qu'il avait établie sur la baie du lac de Storsjön en 1862.
Dans les années 1860, Göransson fonde Stiftelsen den Göranssonska Fonden, une fondation pour aider les employés de son entreprise et leurs familles à "joindre les deux bouts". Avec deux autres fondations fondées par ses descendants, les fonds de la Fondation des élèves de subventions et de traitement pour les personnes âgées, les handicapés et les malades chroniques dans le Sandviken Municipalité. Les Fondations ont également financé la construction de l'Arène Göransson, une arène intérieure multi-usage utilisée pour le divertissement, les activités sportives et culturelles, qui est nommée d'après lui.
Il est décédé le 12 mai 1900 à Sandviken et est inhumé dans le cimetière Sandviken.

## Honneurs et récompenses
- Chevalier 1re classe de l'ordre de Vasa[16]
- Chevalier de l'ordre royal de l'Étoile polaire[16]
- Grande médaille d'or de Jernkontoret[16]
- Membre de l'Académie Royale des Sciences[16]